# Eucephalus paucicapitatus
Eucephalus paucicapitatus là một loài thực vật có hoa trong họ Cúc. Loài này được (B.L.Rob.) Greene mô tả khoa học đầu tiên năm 1896.